# Mông Long Thuấn
Long Thuấn (tiếng Trung: 隆舜; bính âm: Longshùn, 861-897), cũng xưng Pháp (法) hay Pháp Nghiêu (法堯), là con của Thế Long và là đệ nhị địa hoàng đế Nam Chiếu. Long Thuấn tại vì từ năm 877 đến 897. Năm 877, Thế Long bệnh thệ, Long Thuấn kế vị. Năm 878, Long Thuấn cải quốc hiệu thành Đại Phong Dân (大封民). Long Thuấn muốn hòa với nhà Đường bằng hiệp nghị hòa thân. Do nhà Đường không lâu sau đó lâm vào nội loạn nên sự bất thành. Long Thuấn ham mê săn bắn, năm 897, thanh bình quan Trịnh Mãi Tự xúi bẩy cận thần Nam Chiếu Dương Đăng, tại thành Thiện Xiển đã ra tay sát hại hoàng đế Long Thuấn. Long Thuấn tử, nơi táng không rõ, kì tử Thuấn Hóa Trinh kế vị.

## Niên hiệu
- Trinh Minh: 878-?
- Thừa Trí
- Đại Đồng: ?-888
- Tha Da: 889-897